# Balthasar Alexis Henri Antoine von Schauenburg

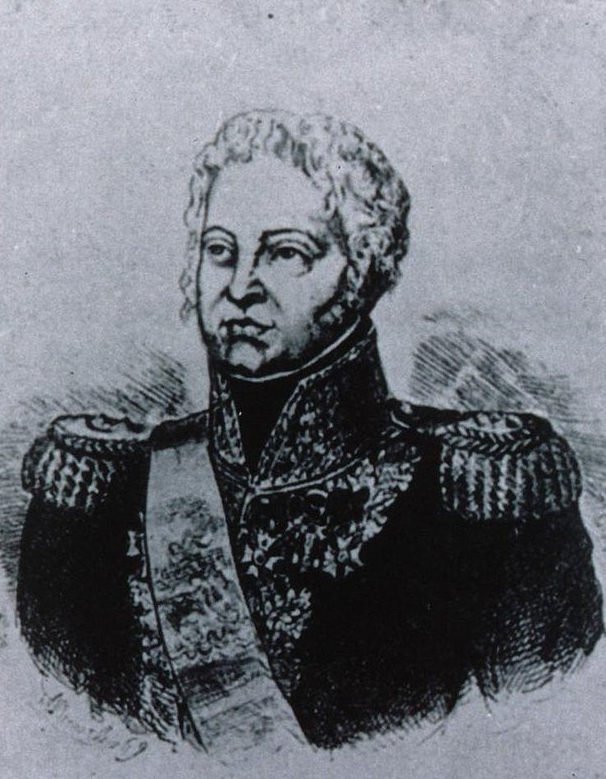
Balthasar von Schauenburg (1748–1831)

Balthasar Alexis Henri Antoine von Schauenburg (* 31. Juli 1748 in Hellimer, heutiges Département Moselle; † 1. September 1831 in Geudertheim, Département Bas-Rhin) war ein französischer Général de division aus dem Geschlecht der von Schauenburg.
Vor der Französischen Revolution diente er in der Armee des französischen Königs und wurde dann 1791 zum Maréchal de camp befördert. Er kämpfte in der Rheinarmee und wurde 1793 zum Général de division befördert, erlitt aber als Kommandant der Moselarmee in der Schlacht bei Pirmasens am 14. September 1793 eine Niederlage gegen die Preußen. Nachdem er während der Terrorherrschaft einige Monate in Gefangenschaft gewesen war, wurde er 1795 Generalinspektor der Infanterie und leitete im Januar 1798 unter Napoleon Bonaparte die Invasion in die Schweiz.
Am 1. März besetzte er die Stadt Solothurn und siegte am 5. März in der Schlacht am Grauholz gegen den Berner General Karl Ludwig von Erlach. Nachdem er am 8. März Oberbefehlshaber der Helvetischen Armee geworden war, brach er im Mai 1798 den Widerstand der Innerschweiz und ließ die Winkelriedkapelle zerstören; dieses Ereignis ist bekannt als Schreckenstage von Nidwalden. Am 10. Dezember wurde er durch André Masséna abgelöst und diente bis 1813 als Armeeinspektor in Straßburg.
1814 schloss er sich Ludwig XVIII. an und erhielt bis zu seinem Rücktritt am 24. Dezember jenes Jahres wieder seine früheren militärischen Würden zurück. Sein Name ist auf dem Triumphbogen in Paris in der 23. Spalte (SCHAWEMBOURG) verzeichnet.

## Schauenburg-Sammlung
Nach General Schauenburg ist die Schauenburg-Sammlung benannt. Es handelt sich dabei um eine Sammlung militärisch wichtiger Karten des alten Staates Bern, die von Schauenburg 1798 konfisziert und erst von seinen Erben wieder zurückgegeben wurde. Die heute noch erhaltenen 62 Karten wurden 1989 faksimiliert.